# NGC 2207 và IC 2163
NGC 2207 và IC 2163 là một cặp thiên hà xoắn ốc va chạm nhau nằm cách Mặt Trời khoảng 80 triệu năm ánh sáng trong chòm sao Đại Khuyển. Cả hai thiên hà này đều được phát hiện bởi John Herschel vào năm 1835. Cho đến nay ba siêu tân tinh đã được quan sát trong NGC 2207 (SN 1975A, SN 1999ec và SN 2003H). NGC 2207 đang trong quá trình tước thủy triều từ IC 2163.
Tháng 11 năm 1999, kính viễn vọng không gian Hubble đã quan sát hai thiên hà.
Tháng 4 năm 2006, kính viễn vọng không gian Spitzer đã quan sát hai thiên hà qua bước sóng hồng ngoại (xem hình phía dưới).

## Sáp nhập các thiên hà
NGC 2207 đang trong quá trình va chạm và hợp nhất với IC 2163. Nhưng không giống như Antennae hay  thiên hà Chuột, hai thiên hà này vẫn là các thiên hà xoắn ốc riêng biệt. Chúng đang ở giai đoạn đầu tiên của sự va chạm và hợp nhất. Chúng sẽ hợp nhất trong một tỷ năm nữa và trở thành một thiên hà elip.
|  |  |
|  |  |